# HMS Prince of Wales (1939)
HMS Prince of Wales was een slagschip van de King George V-klasse van de Royal Navy. Het schip was gebouwd bij de scheepswerf Cammell Laird in Birkenhead, Engeland. De Prince of Wales had een korte, maar actieve loopbaan en nam deel aan de jacht op de Bismarck. Dat het schip echter tot zinken werd gebracht door Japanse bommenwerpers die vanaf land opereerden, was een van de redenen dat slagschepen niet meer werden beschouwd als het belangrijkste type oorlogsschip.

## Bouw
Toen de Tweede Wereldoorlog uitbrak, was de Prince of Wales nog in aanbouw. Het schip liep in augustus 1940 averij op tijdens de Liverpool Blitz. Eén bom viel tussen wal en schip aan bakboord en zorgde voor zware averij aan de scheepshuid. De Britse Admiraliteit wilde het inzetten tegen de Duitse slagschepen Bismarck en Tirpitz en dus werd de afbouw versneld, wat betekende dat de proefvaart werd ingekort. De Prince of Wales werd op 19 januari 1941 overgedragen aan de Royal Navy en op 31 maart 1941 in dienst gesteld.

## Atlantische Oceaan
Kort na de indienststelling nam de Prince of Wales samen met de slagkruiser Hood deel aan de jacht op de Bismarck en de Prinz Eugen. De Prince of Wales had nog steeds werfpersoneel aan boord. Op 24 mei, vocht het met de Hood tegen de twee Duitse oorlogsschepen in de Zeeslag in de Straat Denemarken. De Hood werd tijdens dit gevecht tot zinken gebracht. De Prince of Wales was gedwongen de strijd te staken. Het schip had een onervaren bemanning, had zeven Duitse treffers opgelopen en veel (wapen)systemen waren uitgeschakeld of beschadigd. Onder dekking van een rookgordijn kon de Prince of Wales ontkomen. Tijdens de korte strijd had het schip drie treffers geboekt op de Bismarck, waarvan er één een brandstofbunker had geraakt. Hierdoor moest de Bismarck naar Frankrijk voor reparaties.
De Prince of Wales voegde zich bij de kruisers Suffolk en Norfolk die de Bismarck hadden achtervolgd vanaf de Straat Denemarken. Om 01:31 uur op 25 mei volgde er een kort vuurgevecht met de Bismarck. Twaalf uur later staakte de Prince of Wales de achtervolging, omdat ze een tekort aan brandstof had. Het slagschip moest terug naar de werf waar het zes weken lang hersteld werd.

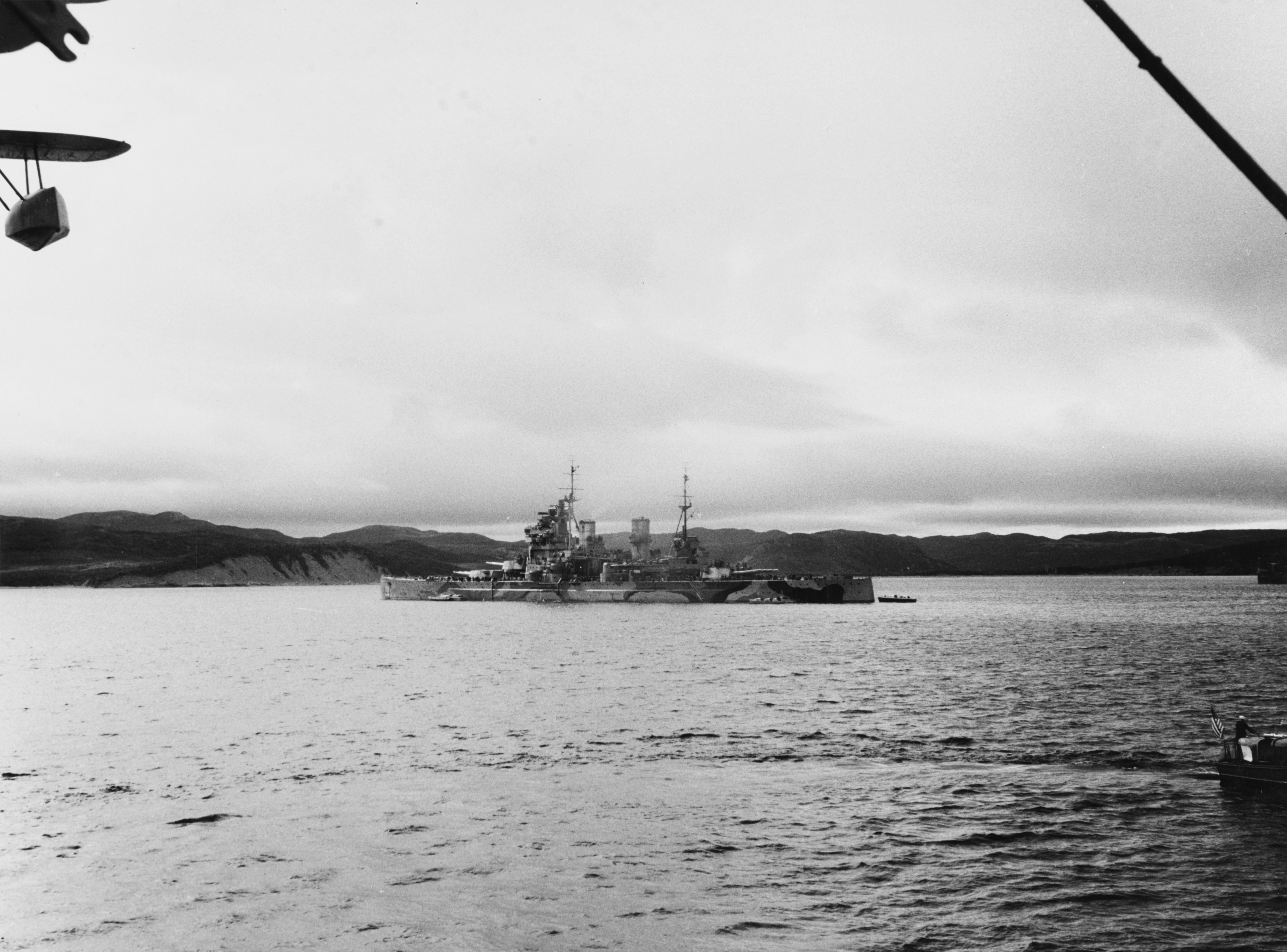
HMS Prince of Wales in Argentia, Newfoundland voor het Atlantisch Handvest

In augustus bracht de Prince of Wales Winston Churchill naar Argentia, Newfoundland, voor een meerdaagse geheime ontmoeting met Franklin D. Roosevelt die begon op 10 augustus 1941. Deze ontmoeting resulteerde in het tekenen van het Atlantisch Handvest op 12 augustus 1941.
Na deze reis ging het schip naar de Middellandse Zee om konvooien te begeleiden. Op 27 september schoot de Prince of Wales tijdens een luchtaanval meerdere vijandelijke vliegtuigen neer.

## Grote Oceaan
Op 25 oktober vertrok de Prince of Wales, samen met de torpedobootjagers Electra en Express, naar Singapore om als vlaggenschip te dienen van de Far East Fleet. Begin december kwamen de schepen in Singapore aan en kregen er gezelschap van de slagkruiser Repulse. Het nieuwe vliegdekschip Indomitable had zich ook moeten aansluiten bij Force Z onder admiraal Sir Tom Phillips, maar het schip strandde tijdens zijn proefvaart bij Jamaica en het moest voor reparaties naar de scheepswerf.
Force Z moest vanuit Singapore het hoofd bieden aan de Japanse agressie. De Japanners lieten zich echter niet afschrikken en begonnen op 7 december met hun aanval, op dezelfde dag dat aanval op Pearl Harbor plaatsvond. Admiraal Phillips besloot om een poging te wagen de vijandelijke vloot te onderscheppen en de Prince of Wales en de Repulse gingen samen met vier torpedobootjagers, Electra, Express, Tenedos en Vampire, op zoek naar de Japanse strijdmacht. Ze hadden echter geen succes en bovendien werd het eskader op de terugweg naar Singapore ontdekt door de Japanse onderzeeboot I-65. Japanse vliegtuigen en onderzeeboten schaduwden de schepen en op 10 december 1941 werden de Prince of Wales en de Repulse tot zinken gebracht door 86 Japanse bommenwerpers en torpedobommenwerpers van het 22e Lucht Flotilla dat gestationeerd was in Saigon.

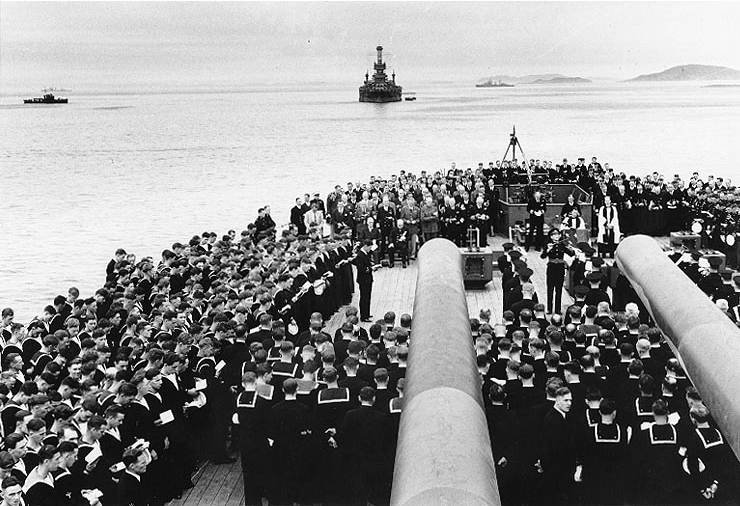
Kerkdienst op het achterdek van HMS Prince of Wales, tijdens de Conferentie van Placentia Bay.

Een modern slagschip als de Prince of Wales werd geacht tot betere prestaties in staat te zijn dan de oude Repulse, die nog in de Eerste Wereldoorlog was gebouwd, maar dat was niet het geval. Al voor vertrek was de radar van de Prince of Wales defect, waardoor het Force Z ontbrak aan een belangrijk waarschuwingssysteem.
Al vrij snel na het begin van het gevecht werd de Prince of Wales bij de schroefas getroffen door een torpedo, waardoor veel water naar binnen kwam, het roer buiten werking werd gesteld en ook de 133 mm DP-kanonnen niet meer konden vuren. Het schip werd ook getroffen door twee torpedo's die averij veroorzaakten aan een deel van het schip dat beschadigd was bij het bombardement van 1940. Deze averij was nooit helemaal hersteld. De Prince of Wales werd getroffen door zes torpedo's en één bom. Honderden mannen vonden de dood toen het schip zonk, onder wie kapitein Leach. De Prince of Wales had een stevigere romp dan de oude Repulse en daardoor konden er veel bemanningsleden gered worden.
Het waren de eerste grote oorlogsschepen die in volle zee alleen door vliegtuigen tot zinken werden gebracht. Dit was een voorbode van de afnemende betekenis van het slagschip in de oorlogvoering ter zee.
Het wrak ligt vrijwel ondersteboven op een diepte van 47 meter, ongeveer op 3°33,6'N 104°28,7'O. Een Britse vlag aan een boei die is vastgemaakt aan een schroefas wordt regelmatig vernieuwd. Het wrak wordt in het kader van de Protection of Military Remains Act beschermd. De scheepsbel werd in 2002 omhoog gehaald en is te zien in het Merseyside Maritime Museum in Liverpool.